# Дервента (община)
Община Дервента (на сръбски: Општина Дервента) е разположена в Република Сръбска, част от Босна и Херцеговина. Неин административен център е град Дервента. Общата площ на общината е 516.41 км2. Населението ѝ през 2004 година е 42 747 души.